# Gwyneth Jones
Pour l'écrivain, voir Gwyneth Jones.
 (août 2024).
Si vous disposez d'ouvrages ou d'articles de référence ou si vous connaissez des sites web de qualité traitant du thème abordé ici, merci de compléter l'article en donnant les références utiles à sa vérifiabilité et en les liant à la section « Notes et références ».
Gwyneth Jones, née le 7 novembre 1936 à Pontypool, au pays de Galles, Grande-Bretagne est une soprano dramatique galloise.

## Biographie

### Jeunesse
Née près des mines de charbon du Pays de Galles, à quelque 30 kilomètres de Cardiff, dans une bourgade où, plaisante-t-elle, « tout le monde s'appelle Jones, et toutes les femmes, Gwyneth ! », Gwyneth Jones grandit dans une famille modeste. Elle perd sa mère à trois ans, et compense ce manque par la joie que lui procure le son du piano dont son père joue chaque soir. Elle assiste régulièrement aux offices de la paroisse locale où les chœurs d'enfants l'enchantent. « À cinq ans, j'étais déjà sûre de monter un jour sur scène », confie-t-elle. « Pour moi, il n'y avait aucun doute ! Je ne savais pas si je serais tragédienne, comédienne ou chanteuse d'opéra, mais j'étais irrésistiblement attirée par la scène ».
Pour l'heure, elle se contente de prendre des leçons de chant et de participer aux eisteddfods, compétition galloise de chansons. Travailleuse assidue, elle fait le bonheur de sa maîtresse de chorale alors qu'elle n'a que douze ans.

### Débuts
En 1956, peu après le décès de son père, elle obtient une bourse qui lui permet d'entrer au Royal College of Music (RCM) de Londres. Tout en multipliant les petits métiers afin de vivre décemment, elle découvre un monde nouveau : « C'est là que j'ai commencé à connaître et à aimer l'opéra ». Elle passe quatre ans au RCM, travaillant en premier un répertoire d'oratorios et de lieder, développant un timbre de mezzo-soprano.[réf. nécessaire] Durant ces années, Jones découvre que le chant d'opéra nécessite un talent d'actrice : « J'ai compris que j'étais née pour chanter et jouer ; pas pour le concert ou l'oratorio ». C'est ce pour quoi l'école dispense également des cours de danse, d'escrime ou de théâtre shakespearien. Cet enseignement porte ses fruits puisque Jones est considérée comme comédienne autant que chanteuse. Elle est désignée par Claude Mutafian comme une sorte de « Protée aux cent formes », « une torche, une tigresse, une épée » d'après la journaliste Sylvie de Nussac.
En 1960, grâce à une bourse elle part pour l'Italie suivre les cours de l'Académie musicale Chigiana de Sienne où, entre autres, elle se familiarise avec la langue. De retour à Londres, elle gagne le concours de la Boise Foundation qui lui permet d'aller travailler en Suisse, notamment aux côtés de Maria Carpi à Genève. Deux ans plus tard, elle fait ses débuts, toujours en tant que mezzo-soprano, à l'opéra de Zürich.
Très vite, Gwyneth Jones se rend compte de l'étendue de sa voix et d'un possible changement de registre. Elle hésite, mais Maria Carpi et déjà devenir soprano. Le chef d'orchestre Nello Santi qui l'auditionne alors dans divers rôles de mezzo du répertoire allemand, tranche une bonne fois pour toutes. Jones travaille alors l'extension de sa voix vers l'aigus. Elle se retrouve sur le devant de la scène en 1964 à Covent Garden. Prévue pour jouer les possibles doublures de Leontyne Price dans le rôle de Leonora du Trouvère de Verdi, rôle de soprano. En 1964 également, elle remplace Régine Crespin dans le rôle-titre de Fidelio de Ludwig van Beethoven, qui marque une première approche des rôles de soprano dramatique.

### Reconnaissance internationale
À partir de ce jour, Gwyneth Jones inscrit à son répertoire les héroïnes de Giuseppe Verdi : Desdémone dans Otello et Elisabeth dans Don Carlos Elle incarne également Donna Anna de Don Giovanni. La cantatrice, qui gagne en popularité, travaille également des rôles plus complexes, telle Lady Macbeth au Welsh National Opera, qui joue sur deux tessitures. Elle chante alors Crysothémis dans Elektra (1987-1993) et les rôles-titres de Salomé (Hambourg, 1970) et Médée (American Opera Society),. Elle est à la fois comédienne, tragédienne ou chanteuse d'opéra, ce qui explique que, petit à petit, Jones se détache de la douce Leonora verdienne pour lui préférer Salomé ou Fidelio, personnages fébriles et ambigus. « Au début, le respect de l'œuvre est immense, on ose à peine s'y atteler. C'est comme si l'on était trop petit en tant qu'homme, et je dois me surpasser, me dépasser, me libérer pour atteindre quelque chose de quasi métaphysique. […] On doit faire sauter presque toutes les frontières ».
Elle travaille avec de grands chefs d'orchestres, parmi lesquels Carlos Kleiber, fils d'Erich Kleiber, le premier officie à Munich. C'est un homme extrêmement exigeant, peu bavard, qui ne compte pas les heures de répétition et les remises en question. Ils montent ensemble à la fin des années 1970 à l'opéra de Munich. Jones interprète alors La Maréchale dans un Chevalier à la rose où se retrouvent, entre autres, Brigitte Fassbaender, Lucia Popp et Karl Ridderbusch,.
Gwyneth Jones est alors une cantatrice confirmée. Pourtant, son parcours va connaître quelques accrocs. Elle est par exemple handicapée par un vibrato trop large dans l'enregistrement du Hollandais volant. Elle continue toutefois de se produire, notamment durant les années 1970. Entre 1969 et 1991, elle annule cinq représentations sur mille six cents.

### Wagner ou la consécration
Gwyneth Jones participe régulièrement au festival de Bayreuth dès 1966 dans de petits rôles. En Grande Bretagne, elle ose alors d'autres personnages : Wellgunde puis la troisième Norne, dans Le Crépuscule des dieux, Ortlinde et surtout Sieglinde, dans La Walkyrie ; rôle qui lui permet d'incarner « l'amour dans sa plénitude, l'amour débordant et incestueux ». Elle doit le chanter dans une mise en scène de Hans Hotter. Sur la scène de Covent Garden, le 23 septembre 1965, la critique acclame « une nouvelle Lotte Lehmann ». Elle chante également ce rôle en 1967, à Buenos Aires. Mais là-bas, le défi est bien plus rude : il s'agit d'enchaîner six cycles complets. « Je faisais Sieglinde, Gutrune et la troisième Norne, sous la direction de Ferdinand Leitner, et aux côtés de Nilsson et Wolfgang Windgassen. On faisait six Rheingold pendant lesquels on répétait La Walkyrie, et ainsi de suite ».
Un cran est franchi cette même année, lorsqu'elle interprète Senta à Covent Garden sous la direction de Georg Solti. C'est Wolfgang Wagner qui fait appel à elle en 1965 pour ce rôle de Senta dans une nouvelle mise en scène, lors du centenaire des Maîtres chanteurs de Nüremberg.[réf. nécessaire] Elle aborde plus tard Ortrude de Lohengrin (1968) et Kundry de Parsifal (1970), tous les deux à Bayreuth.
En 1972, c'est toujours avec Wagner et Sieglinde qu'elle fait ses débuts au Metropolitan Opera de New York sous la direction de Herbert von Karajan. La renommée vient lorsqu'elle aborde Isolde de Tristan und Isolde et Brünnhilde, dans L'Anneau du Nibelung.[réf. nécessaire]
Ce Tristan et Isolde ne voit le jour qu'à San Francisco en 1980. Brünnhilde apparaît bien avant. Dès 1974, elle la chante pour la première fois à Bayreuth pour le seul acte final : Le Crépuscule des Dieux. Beaucoup[Qui ?] pensent qu'il est insensé de commencer par la fin. Mais elle est certaine de pouvoir le faire : « Je savais que le moment était venu pour moi, explique la cantatrice. Alors pourquoi ne pas commencer par le plus difficile ? » En 1975, c'est au tour du deuxième et troisième actes : La Walkyrie et Siegfried. En deux années, elle aborde toutes les Brünnhilde.

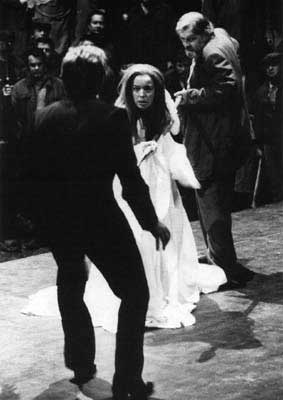
Gwyneth Jones dans le ring du centenaire, répétitions Bayreuth, 1976.

Durant l'été 1966, Wieland Wagner évoque pour la première fois l'opéra Ring auprès du chef d'orchestre Pierre Boulez. Après la mort de Wagner, son frère Wolfgang reprend le projet et veut le monter à l'occasion du centenaire de la pièce. Boulez accepte. Le chef d'orchestre reçoit de Wolfgang Wagner l'assurance que le metteur en scène serait, soit choisi par lui, soit avec son approbation. Après plusieurs approches infructueuses, c'est vers Patrice Chéreau qu'il se tourne. Ensemble, ils doivent monter un opéra en quatre ouvrages à Bayreuth même en deux mois et demi. La distribution repose, elle, entre les mains de Wolfgang Wagner. Choisie pour interpréter Brünnhilde, Gwyneth Jones désire, dès que tous pourront se retrouver en Bavière, rencontrer Chéreau au plus vite. Ce sera chose faite en 1975 Tous deux sont ravis de travailler ensemble,.
La première a lieu, avec L'Or du Rhin, le 25 juillet 1976. Les quatre œuvres après, l’accueil est extrêmement divisé. Pour les Wagnériens extrémistes, le péché est double : une association française pour un anniversaire allemand, et le « choc » du parti pris de Patrice Chéreau, qui situe l’ensemble du Ring dans les dernières années du XIXe siècle, années où l’industrialisation devient reine. Cette mise en scène est toutefois saluée par un Grammy Award en 1983.

### Les années d'après
Pour Gwyneth Jones, Wagner peut être surpassé. Pourtant, elle continue de chanter Brünnhilde régulièrement. Il y aura aussi son Isolde de San Francisco en 1982[réf. nécessaire], mais aussi d'autres incarnations : une incursion dans le monde de Claudio Monteverdi avec Poppée, en 1978. Aux Jeux olympiques de Los Angeles (1984), après avoir été préparée par Eva Turner, elle interprète le rôle-titre de Turandot pour la première fois.
En 1985, elle aborde le rôle de la Teinturière' dans La Femme sans ombre de Strauss. Condamnée malgré elle à demeurer dans le cercle Wagner-Strauss-Puccini, elle parvient à s'en évader avec le rôle d'Hanna Glawari dans La Veuve joyeuse de Franz Lehar en 1979, ainsi qu'avec le rôle-titre de la Norma de Vincenzo Bellini. Elle intègre à son large répertoire la Veuve Begbick dans Grandeur et décadence de la ville de Mahagonny, opéra politico-satirique de Kurt Weill sur un livret de Bertolt Brecht au festival de Salzbourg en 1998. Viennent, ensuite, Kostelnicka dans Jenůfa et la Kabanicha dans Katja Kabanova, deux œuvres de Leoš Janáček.[réf. nécessaire]
C'est à Paris, le 18 mai 1989 qu'elle apparaît seule en scène, pour La Voix humaine, de Francis Poulenc, long monologue d'une femme chantant son amour et son désespoir au téléphone. Un rôle d'actrice, plus que de cantatrice. S'ensuivra une étonnante composition de la femme perdue, affolée et, peut-être folle, dans Erwartung, d'Arnold Schoenberg, mini-opéra de 45 minutes.
En plus de récitals d'air d'opéras ou de lieder, et de classes de maître[réf. nécessaire], Gwyneth Jones fait, en 2003, ses débuts en tant que metteuse en scène et costumière pour une production du Hollandais volant à Weimar. Elle interprète en 2007 la reine de cœur dans Alice in Wonderland, opéra de Unsuk Chin, d'après l'œuvre de Lewis Carroll. En février 2008, elle incarne Herodias' dans une production de Salomé signée Stephen Langridge, à Malmö (Suède), sous la direction d'Adrian Müller. Elle reprend le rôle pour une version de concert en 2010 au Festival de Verbier,.
En 2012, Gwyneth Jones fait une apparition dans le film Quartet, réalisé par Dustin Hoffman. Inspiré d’une pièce de théâtre de Ronald Harwood, le film se déroule dans une maison de retraite pour artistes lyriques et raconte les préparatifs de leur concert de gala annuel.
En 2013, elle manque de perdre la société Wagner, après 23 ans à la tête de société, en raison de sa direction considérée comme trop sévère.
Gwyneth Jones a connu deux mariages, d'abord avec Till Haberfeld puis Adrian Müller, un chef d'orchestre. Elle a une fille, Susannah Haberfeld, qui est mezzo-soprano.

## Distinctions

### Récompenses
- 1987 : Lauréate du Prix Shakespeare (en).
- 1988 : Croix du mérite fédéral, première Classe (Suisse).
- 1990 : Présidente de la Wagner Society (en) de Londres (qu'elle est toujours).
- 1991 : Décoration d'or du Land à Vienne
- 2003 : Lauréate du prix Puccini (pour sa première mise en scène)

### Décorations
- 1975 : Docteur honoris causa et doctor in musica par l'université du Pays de Galles
- 1976 : Kammersängerin par le gouvernement bavarois
- 1977 : Kammersängerin par le gouvernement autrichien
- 1986 :  Commandeur de l'ordre de l'Empire britannique[35] (commandeur en 1977)
- 1989 : Membre d'honneur de l'Opéra de Vienne
- 1992 :  Chevalier de l'ordre des Arts et des Lettres (France)

## Discographie sélective d'opéras
- 1964 : Le Trouvère, avec Carlo Maria Giulini.
- 1967 : Médée, avec Lamberto Gardelli.
- 1967 : Don Carlos, avec Berislav Klobučar.
- 1968 : Aïda, avec Edward Downes.
- 1968 : Otello, avec sir John Barbirolli.
- 1969 : Fidelio, avec Karl Böhm.
- 1970 : Salomé, avec Karl Böhm.
- 1970 : Parsifal, avec Pierre Boulez.
- 1970 : Hélène d'Égypte, avec Josef Krips.
- 1971 : Le Chevalier à la rose, avec Leonard Bernstein.
- 1971 : Lohengrin, avec Rafael Kubelik.
- 1971 : Le Vaisseau fantôme avec Karl Böhm.
- 1978 : Le Couronnement de Poppée, avec Julius Rudel.
- 1979 : Hélène d'Egypte, avec Antal Doráti
- 1980 : La Walkyrie, avec Pierre Boulez
- 1980 : Siegfried, avec Pierre Boulez
- 1980 : Le Crépuscule des dieux, avec Pierre Boulez
- 1981 : Tosca, avec Silvio Varviso
- 1984 : La Femme sans ombre, avec Christoph von Dohnányi
- 1984 : Turandot, avec Colin Davis
- 1989 : Le Chevalier à la rose, avec Carlos Kleiber
- 1989 : Notre Dame, avec Christof Perick (en)
- 1990 : Tosca, avec Jeffrey Tate
- 1997 : Médée, avec Lamberto Gardelli
- 1998 : Grandeur et décadence de la ville de Mahagonny, avec Dennis Russell Davies
- 2008 : Alice au pays des merveilles (Alice in Wonderland) avec Kent Nagano

## Divers
- 1965 : Giuseppe Verdi : Airs d'opéra, avec Argeo Quadri (en).
- 1966 : Gustav Mahler : Huitième symphonie, avec Leonard Bernstein
- 1966 : Récital : Beethoven, Cherubini, Verdi. Chefs d'orchestre divers.
- 1967 : Récital : Beethoven (inclus l'air Ah! Perfido), Cherubini, Wagner, Verdi, avec Argeo Quadri.
- 1968 : Felix Mendelssohn : Elias, oratorio, avec Rafael Frühbeck de Burgos.
- 1968 : Giuseppe Verdi : Messa da requiem, avec Zubin Mehta.
- 1968 : Ludwig van Beethoven : extraits de Fidelio : Quartett, avec Georg Solti.
- 1969 : Giuseppe Verdi : Airs de Aïda, Don Carlos, Macbeth, Otello, avec Edward Downes.
- 1970 : Jean Sibelius : Luonnotar, avec Antal Doráti.
- 1989 : Richard Strauss : Lieder, avec Geoffrey Parsons, (piano).
- 1991 : Richard Strauss : Vier Letze Lieder, avec Roberto Paternostro (de).
- 1991 : Richard Wagner : Airs de Tannhäuser, Lohengrin, Tristan et Isolde, Le Crépuscule des Dieux, avec Roberto Paternostro.

## Filmographie partielle
- 1983 : Wagner, série télévisée de Tony Palmer : Malvina Schnorr von Carolsfeld